# Иерархическая организация

Иерархи́ческая организа́ция — структура с вертикальной (армейской) формой управления (контроля) элементами, входящими в неё. Фактически — это пирамида, каждым уровнем которой управляет более высокий уровень.

## Особенности иерархической организации
К иерархическим организациям относят все системы, где есть силовой контроль над более низкими уровнями. Например, это может быть сообщество животных (стая) со своим вожаком и его приближёнными. Такую организацию можно отнести к 3-уровневой системе.
Самыми большими по размеру иерархическими организациями (из известных людям) являются государственные структуры, контролирующие сообщества более мелких организаций (коммерческие фирмы, политические организации, семейные ячейки).
Термин «иерархическая организация» используют для описания многих структур древовидного типа. Сам по себе этот тип организации не может считаться «хорошим» или «плохим», но только адекватным или неадекватным по отношению к решаемым задачам. Иерархические системы широко распространены в технике, например, сложная система связи, система обработки данных, файловые системы, классическая система американского менеджмента, система управления транспортом и многие другие всегда организованы по иерархическому принципу, который позволяет выполнять параллельно различные операции, работать с отдельными информационными массивами.
Противоположный тип организации — сетевая (не допускающая разбивку на уровни). Горизонтальная структура — система связей на одном или близких уровнях иерархической организации, дополняющая её возможности (или деструктивно конфликтующая с ней). Сетевые связи также необходимы для повышения живучести и гибкости системы. При правильной организации они придают системе свойство голографичности, когда подсистемы продолжают выполнять функцию системы даже при значительных разрушениях (может быть, с ухудшением качества).
«Биологические системы демонстрируют возрастающую иерархическую организованность по мере подъёма по эволюционной шкале. В теле человека лидирующее положение занимает нервная система, которая контролирует и координирует подчинённые системы, такие как мускульная активность (через моторные пути) или внутренние органы (через пути автономной нервной системы). Иерархию также можно наблюдать в самой нервной системе. Переработка информации высокого уровня производится ассоциативными областями, которые занимают наивысший уровень в иерархии. Эти области интегрируют поступающую информацию от всех частей системы мозга. Первичные зоны коры специализируются на процессах более низкого уровня и таким образом являются подчинёнными ассоциативным процессам.»
При этом некоторые психические заболевания с точки зрения теории организации предстают как конфликт между частичными горизонтальными процессами и глобальным иерархическим управлением: «Вследствие множественных требований, которые определяют глобальные структуры, некоторые частичные процессы могут сталкиваться с трудностями при обращении к глобальным структурам. Особенно это так в случае, если частичные процессы несут информацию, которая полностью устраняется из глобальных сообщений или противоречит им. На базе этих предположений можно представить себе тот тип информации, которому будет отказано в доступе к глобальной структуре; это будут противоречащие или неподходящие сообщения (то есть частичные паттерны, которые не удовлетворяют требованиям глобальных паттернов).» Описанный невротический эффект имеет универсальную организационную природу и может наблюдаться в любых организациях при конфликте иерархических и сетевых структур. В оргуправленческом консалтинге конфликт двойного подчинения (например, вертикальной и горизонтальной структур управления) получил название «профессиональной шизофрении»